# Brezovo (Demir Hiszar)
Brezovo (macedónul: Брезово) település Észak-Macedóniában, a Pelagonijai körzet Demir Hiszar-i járásában.

## Népesség
| Lakosok száma | 700  | 639  | 510  | 310  | 197  | 75   | 69   | 62   | 62   | 26   |
|               | 1948 | 1953 | 1961 | 1971 | 1981 | 1991 | 1994 | 2001 | 2002 | 2021 |

2002-ben 62 lakosa volt, akik mindannyian macedónok.